# 仁村薫
仁村 薫（にむら かおる、1959年5月9日 - ）は、埼玉県川越市出身の元プロ野球選手（外野手）、コーチ。
弟は自身と同じ元プロ野球選手の仁村徹で、現役時代は中日で一緒にプレーした経験がある（当時はスコアボードなどには「仁村兄（＝薫）」「仁村弟（＝徹）」と表記されていた）。

## 経歴
川越商業高ではエース投手だったが、2年秋の県大会準決勝で春日部工の大塚淳弘と投げ合って敗れる。
高校卒業後は早稲田大学へ進む。3年時からエース投手としてリーグ通算36試合登板し17勝10敗、防御率1.57、163奪三振。4年時には第10回日米大学野球選手権大会の代表に選ばれ1勝を挙げたほか、打力を買った島岡吉郎代表監督が代打に起用、ホームランを放った。
1981年のプロ野球ドラフト会議で読売ジャイアンツから6位指名を受けて入団。4年秋はヒジの故障があり、既に新日鉄室蘭に内定していたため事前の連絡がない6位指定に監督らは反対したがプロ入りを決断した。
1年目の1982年に外野手に転向し調整のため左打席にも挑戦した。1984年に一軍デビューする。主に左投手時に代打や中堅手として活躍。1987年のオフに自由契約となり、弟・徹が在籍する中日ドラゴンズへ移籍。
翌1988年は弟と共に二軍スタートだったが、一軍に昇格するや否や代打や守備固め、左投手が先発のときのスタメンなどで活躍し、7月12日の横浜大洋ホエールズ戦では中山裕章からサヨナラヒットを放ち、弟と共に同年のリーグ優勝に貢献した。1990年限りで現役を引退し、引退試合ではナインから胴上げされた。

### 引退後
引退後は家業（農業）を継ぎながら、1991年から1994年まで、名古屋テレビ・東海ラジオで野球解説者を務めた。
1995年、巨人の二軍外野守備・走塁コーチに就任。1997年オフに巨人を退団後、中日の二軍野手総合コーチに就任。同時に二軍監督となった弟を補佐した。1999年は一軍外野守備・走塁コーチとして、その年のリーグ優勝に貢献。その後、2000年には二軍打撃兼外野守備・走塁コーチ、2001年から2002年はフィジカルコーチを歴任した。2002年のオフに一旦退団したが、2003年オフ落合博満の監督就任に伴い復帰。肩書きはトレーニングコーチ。情熱と闘志の人で、落合監督とは現役時代に中日で一緒にプレーし、お互いを熟知する仲であった。“トーキングコーチ”のニックネームがついたほど選手とコミュニケーションを取るのが得意であった。またベンチでは相手チームを野次る事に徹し野次将軍としても名を馳せた。2007年10月31日付で退団。荒木雅博は2000本安打達成の際、弟の徹と共に仁村を恩人として名前を挙げ「土台を作ってくれた。2軍の5年間が大きかった」と述べている。その後、社会人野球・所沢グリーンベースボールクラブコーチ、2010年はテレビ愛知で野球解説者を歴任。
2010年11月1日、弟・徹が二軍監督を務める東北楽天ゴールデンイーグルスの二軍総合コーチ就任が発表されたが、2011年1月1日付で徹が一軍作戦コーチに異動となったのに伴い、自身も同日付で二軍監督に異動となった。2012年、新設された野手総合兼巡回コーチに配置転換したが、同年のシーズン終了をもって退団。その後は家業の米農家の仕事に専念している。
2021年2月8日、3月1日付で専修大学の投手・総合コーチに就任すると発表された。
小江戸川越観光親善大使、益子焼で有名な栃木県の益子大使を務めている。

## プレースタイル・人物
持ち前のパンチ力を生かした打撃が武器。巨人時代は主に対左投手の先発や代打、守備固めで出場することが多かった。中日時代はコーチの石井昭男と二人三脚で練習に励んだ結果、打撃が向上し、主に代打の切り札として活躍した。
明るい性格の持ち主で、野球では理論派。一方で、巨人時代は反りが合わないと感じたコーチには一切近寄ろうとしない頑固な一面があった。中日移籍後は「僕は星野（仙一）監督に拾われた身。打たなくてはいけない義務があるんだ」と改心し、誰よりも早く球場入りして黙々と走り、特打ちに汗を流していた。その姿に星野からは「薫は自分のことよりチーム全体のことを考え、みんなを引っ張る男」と頼りにされていた。
音楽鑑賞を趣味としており、クラシックからシャンソンの金子由香利まで幅広く聴くという。定期購読雑誌は『財界』で、本棚には経済学や経営学の専門書が並ぶ異色の選手であった。

## 詳細情報

### 年度別打撃成績
| 年 度     | 球 団     | 試 合 | 打 席 | 打 数 | 得 点 | 安 打 | 二 塁 打 | 三 塁 打 | 本 塁 打 | 塁 打 | 打 点 | 盗 塁 | 盗 塁 死 | 犠 打 | 犠 飛 | 四 球 | 敬 遠 | 死 球 | 三 振 | 併 殺 打 | 打 率 | 出 塁 率 | 長 打 率 | O P S |
| --------- | --------- | ----- | ----- | ----- | ----- | ----- | -------- | -------- | -------- | ----- | ----- | ----- | -------- | ----- | ----- | ----- | ----- | ----- | ----- | -------- | ----- | -------- | -------- | ----- |
| 1984      | 巨人      | 26    | 14    | 12    | 5     | 1     | 0        | 0        | 1        | 4     | 2     | 0     | 0        | 0     | 1     | 1     | 0     | 0     | 5     | 0        | .083  | .143     | .333     | .476  |
| 1985      | 巨人      | 72    | 69    | 63    | 10    | 15    | 0        | 0        | 3        | 24    | 9     | 1     | 0        | 2     | 0     | 3     | 0     | 1     | 8     | 1        | .238  | .284     | .381     | .665  |
| 1986      | 巨人      | 28    | 25    | 23    | 3     | 4     | 2        | 0        | 0        | 6     | 3     | 1     | 0        | 1     | 0     | 0     | 0     | 1     | 6     | 1        | .174  | .208     | .261     | .469  |
| 1987      | 巨人      | 98    | 70    | 66    | 9     | 14    | 2        | 0        | 1        | 19    | 8     | 1     | 0        | 0     | 1     | 3     | 0     | 0     | 17    | 0        | .212  | .243     | .288     | .531  |
| 1988      | 中日      | 76    | 115   | 108   | 13    | 31    | 1        | 1        | 7        | 55    | 24    | 2     | 1        | 3     | 1     | 2     | 0     | 1     | 17    | 2        | .287  | .304     | .509     | .813  |
| 1989      | 中日      | 82    | 116   | 100   | 10    | 23    | 3        | 2        | 2        | 36    | 13    | 0     | 2        | 8     | 1     | 7     | 2     | 0     | 27    | 3        | .230  | .278     | .360     | .638  |
| 1990      | 中日      | 14    | 23    | 22    | 2     | 3     | 1        | 0        | 1        | 7     | 1     | 0     | 0        | 1     | 0     | 0     | 0     | 0     | 7     | 0        | .136  | .136     | .318     | .455  |
| 通算：7年 | 通算：7年 | 396   | 432   | 394   | 52    | 91    | 9        | 3        | 15       | 151   | 60    | 5     | 3        | 15    | 4     | 16    | 2     | 3     | 87    | 7        | .231  | .264     | .383     | .647  |

### 記録
- 初出場：1984年8月5日、対ヤクルトスワローズ20回戦（明治神宮野球場）、6回表に中条善伸の代打として出場
- 初安打・初本塁打・初打点：1984年8月11日、対ヤクルトスワローズ22回戦（後楽園球場）、8回裏に酒井圭一からソロ
- 初先発出場：1985年5月25日、対広島東洋カープ5回戦（広島市民球場）、7番・中堅手として先発出場

### 背番号
- 38 （1982年 - 1987年）
- 31 （1988年 - 1990年）
- 93 （1995年）
- 74 （1996年 - 1997年）
- 87 （1998年 - 2002年、2004年 - 2007年、2011年 - 2012年）

## 関連情報

### 過去の出演番組
※いずれも、解説者として。
- 侍スタジアム - テレビ愛知
- ゴールデンナイター／パワーアップナイター／プロ野球中継 - 名古屋テレビ
- 東海ラジオ ガッツナイター－東海ラジオ